# Bernadette (film 1988)
Bernadette è un film del 1988 diretto da Jean Delannoy, con protagonista Sydney Penny.
Ha avuto un sequel, La passione di Bernadette, uscito l'anno seguente e diretto dallo stesso regista.

## Critica
(Cinematografo.it)